# Datorstött samarbetslärande
Datorstött samarbetslärande (DSSL) är en metodik och teknik som ger möjlighet till samarbete oberoende av tid och rum, vilket gör att den kan användas både i klassrummet och utanför skoltid.
Datorstött samarbetslärande bygger på ett sociokulturellt perspektiv på lärande som lägger vikt vid deltagande och handlande i sociala praktiker och i en kontext. Området är tvärvetenskapligt med innehåll från psykologi, datavetenskap och utbildningsvetenskap.
Exempel på andra begrepp som beskriver pedagogik med hjälp av IT:
1. Blended learning
2. Technology Enhanced Learning (TEL)